# Superserien för damer 2018
La Superserien för damer 2018 è la 7ª edizione del campionato di football americano femminile di primo livello, organizzato dalla SAFF.

## Squadre partecipanti
| Club                    | Città      | Stadio | Sponsor ufficiale | Risultato nella stagione 2017 |
| ----------------------- | ---------- | ------ | ----------------- | ----------------------------- |
| Arlanda Jets            | Märsta     |        |                   |                               |
| Copenhagen Tomahawks    | Copenaghen |        |                   |                               |
| Carlstad Crusaders      | Karlstad   |        |                   |                               |
| Göteborg Marvels        | Göteborg   |        |                   |                               |
| Jönköping Spartans      | Jönköping  |        |                   |                               |
| Limhamn Griffins        | Malmö      |        |                   |                               |
| Örebro Black Knights    | Örebro     |        |                   |                               |
| Stockholm Mean Machines | Stoccolma  |        |                   |                               |
| Västerås Roedeers       | Västerås   |        |                   |                               |

## Stagione regolare

### Calendario

#### 1ª giornata
| Örebro 7 aprile 2018, ore 15:00 | Örebro Black Knights | 54 – 32 referto | Carlstad Crusaders | Vivalla IP |

#### 2ª giornata
| Västerås 14 aprile 2018, ore 15:00 | Västerås Roedeers | 20 – 0 referto | Copenhagen Tomahawks | Wenströmska IP |

| Kristianstad 15 aprile 2018, ore 13:00 | Limhamn Griffins | 0 – 26 referto | Carlstad Crusaders | Kristianstad Football Arena |

| Stoccolma 15 aprile 2018, ore 15:00 | Stockholm Mean Machines | 6 – 0 referto | Arlanda Jets | Zinkensdamms Idrottsplats |

| Jönköping 15 aprile 2018, ore 15:00 | Jönköping Spartans | 6 – 40 referto | Örebro Black Knights | Rosenlunds IP |

#### 3ª giornata
| Göteborg 21 aprile 2018, ore 12:00 | Göteborg Marvels | 0 – 58 referto | Örebro Black Knights | Bravida Arena |

| Stoccolma 21 aprile 2018, ore 15:00 | Stockholm Mean Machines | 26 – 7 referto | Västerås Roedeers | Zinkensdamms Idrottsplats |

| Karlstad 22 aprile 2018, ore 13:00 | Carlstad Crusaders | 34 – 8 referto | Jönköping Spartans | Regementets IP |

#### 4ª giornata
| Örebro 28 aprile 2018, ore 15:00 | Örebro Black Knights | 70 – 0 referto | Limhamn Griffins | Vivalla IP |

| Jönköping 28 aprile 2018, ore 15:00 | Jönköping Spartans | 36 – 0 referto | Göteborg Marvels | Rosenlunds IP |

| Västerås 29 aprile 2018, ore 15:00 | Västerås Roedeers | 0 – 31 referto | Arlanda Jets | Arosvallen |

#### 5ª giornata
| Kungsängen 5 maggio 2018, ore 13:00 | Arlanda Jets | 64 – 0 referto | Copenhagen Tomahawks | Kungsängens IP |

| Malmö 5 maggio 2018, ore 15:00 | Limhamn Griffins | 6 – 0 referto | Göteborg Marvels | Hästhagens IP |

#### 6ª giornata
| Malmö 12 maggio 2018, ore 10:00 | Limhamn Griffins | 0 – 26 referto | Jönköping Spartans | Hästhagens IP |

| Valby 12 maggio 2018, ore 14:00 | Copenhagen Tomahawks | 0 – 42 referto | Stockholm Mean Machines | Valby Idrætspark |

| Karlstad 13 maggio 2018, ore 15:00 | Carlstad Crusaders | 56 – 0 referto | Göteborg Marvels | Regementets IP |

#### 7ª giornata
| Örebro 19 maggio 2018, ore 12:00 | Örebro Black Knights | 46 – 20 referto | Jönköping Spartans | Rosta Gärde |

| Karlstad 19 maggio 2018, ore 15:00 | Carlstad Crusaders | 56 – 0 referto | Limhamn Griffins | Regementets IP |

| Kungsängen 20 maggio 2018, ore 13:00 | Arlanda Jets | 32 – 0 referto | Västerås Roedeers | Kungsängens IP |

#### 8ª giornata
| Göteborg 26 maggio 2018, ore 12:00 | Göteborg Marvels | 0 – 38 referto | Jönköping Spartans | Valhalla IP |

| Malmö 26 maggio 2018, ore 14:00 | Limhamn Griffins | 0 – 40 referto | Örebro Black Knights | Hästhagens IP |

| Kungsängen 27 maggio 2018, ore 13:00 | Arlanda Jets | 13 – 12 referto | Stockholm Mean Machines | Kungsängens IP |

| Valby 27 maggio 2018, ore 14:00 | Copenhagen Tomahawks | 6 – 14 referto | Västerås Roedeers | Valby Idrætspark |

#### 9ª giornata
| Västerås 2 giugno 2018, ore 15:00 | Västerås Roedeers | 0 – 49 referto | Stockholm Mean Machines | Arosvallen |

| Kumla 2 giugno 2018, ore 16:00 | Örebro Black Knights | 52 – 0 referto | Göteborg Marvels | Kumla IP |

| Jönköping 3 giugno 2018, ore 12:00 | Jönköping Spartans | 14 – 58 referto | Carlstad Crusaders | Rosenlunds IP |

#### 10ª giornata
| Göteborg 9 giugno 2018, ore 12:00 | Göteborg Marvels | 8 – 12 referto | Limhamn Griffins | Valhalla IP |

| Stoccolma 9 giugno 2018, ore 15:00 | Stockholm Mean Machines | 39 – 0 referto | Copenhagen Tomahawks | Zinkensdamms Idrottsplats |

| Karlstad 10 giugno 2018, ore 12:00 | Carlstad Crusaders | 22 – 30 referto | Örebro Black Knights | Regementets IP |

#### 11ª giornata
| Jönköping 16 giugno 2018, ore 15:00 | Jönköping Spartans | 47 – 0 referto | Limhamn Griffins | Rosenlunds IP |

| Valby 17 giugno 2018, ore 10:00 | Copenhagen Tomahawks | 0 – 45 referto | Arlanda Jets | Valby Idrætspark |

| Kviberg 17 giugno 2018, ore 14:00 | Göteborg Marvels | 0 – 50 referto | Carlstad Crusaders |  |

### Classifiche
Le classifiche della regular season sono le seguenti:
- PCT = percentuale di vittorie, G = partite giocate, V = partite vinte,  P = partite perse, PF = punti fatti, PS = punti subiti

#### Norra
| Pos. | Squadra                 | PCT  | G | V | N | P | PF  | PS  |
| ---- | ----------------------- | ---- | - | - | - | - | --- | --- |
| 1    | Stockholm Mean Machines | .833 | 6 | 5 | 0 | 1 | 174 | 20  |
| 2    | Arlanda Jets            | .833 | 6 | 5 | 0 | 1 | 185 | 18  |
| 3    | Västerås Roedeers       | .333 | 6 | 2 | 0 | 4 | 41  | 144 |
| 4    | Copenhagen Tomahawks    | .000 | 6 | 0 | 0 | 6 | 6   | 224 |

#### Södra
| Pos. | Squadra              | PCT   | G | V | N | P | PF  | PS  |
| ---- | -------------------- | ----- | - | - | - | - | --- | --- |
| 1    | Örebro Black Knights | 1.000 | 8 | 8 | 0 | 0 | 390 | 80  |
| 2    | Carlstad Crusaders   | .750  | 8 | 6 | 0 | 2 | 334 | 106 |
| 3    | Jönköping Spartans   | .500  | 8 | 4 | 0 | 4 | 195 | 178 |
| 4    | Limhamn Griffins     | .250  | 8 | 2 | 0 | 6 | 18  | 263 |
| 5    | Göteborg Marvels     | .000  | 8 | 0 | 0 | 8 | 8   | 308 |

## Playoff

### Tabellone
|  | Semifinali | Semifinali              | Semifinali |                    |    | VII SM-Finalen       | VII SM-Finalen | VII SM-Finalen |  |
|  |            |                         |            |                    |    |                      |                |                |  |
|  | 1          | Örebro Black Knights    | 42         |                    |    |                      |                |                |  |
|  | 1          | Örebro Black Knights    | 42         |                    |    |                      |                |                |  |
|  | 4          | Arlanda Jets            | 7          |                    |    |                      |                |                |  |
|  | 4          | Arlanda Jets            | 7          |                    | 1  | Örebro Black Knights | 22             |                |  |
|  |            |                         |            |                    | 1  | Örebro Black Knights | 22             |                |  |
|  |            |                         | 3          | Carlstad Crusaders | 30 |                      |                |                |  |
|  | 3          | Carlstad Crusaders      | 3          | Carlstad Crusaders | 30 | 32                   |                |                |  |
|  | 3          | Carlstad Crusaders      |            |                    |    |                      |                |                |  |
|  | 2          | Stockholm Mean Machines | 12         |                    |    |                      |                |                |  |

### Semifinali
| 30 giugno 2018, ore 15:00 | Stockholm Mean Machines | 12 – 32 referto | Carlstad Crusaders |  |

| 30 giugno 2018, ore 16:00 | Örebro Black Knights | 42 – 7 referto | Arlanda Jets |  |

### VII SM-Finalen
| Stoccolma 7 luglio 2018, ore 19:00 | Örebro Black Knights | 22 – 30 referto | Carlstad Crusaders | Stockholms Stadion |

## Verdetti
- Carlstad Crusaders Campionesse della Svezia 2018